# Glen Lyon
Das Glen Lyon (gälisch Gleann Lìomhann) ist ein Tal (Glen) in den schottischen Highlands. Es liegt in der Council Area Perth and Kinross westlich von Aberfeldy. 

## Geographie
Das weitgehend in West-Ost-Richtung verlaufende Tal wird vom River Lyon durchflossen, der am östlichen Talende nördlich von Kenmore in den Tay mündet. Mit über 50 Kilometern Länge ist Glen Lyon eines der längsten schottischen Bergtäler. Es weist mit dem Tal des Allt Conait lediglich ein größeres, orographisch auf der linken Talseite einmündendes Seitental auf. Die übrigen Seitentäler sind deutlich kürzer. 
Auf beiden Seiten ist das Tal durch Bergketten begrenzt, die teilweise über 1000 Meter hohe Gipfel aufweisen. Insgesamt sind rund um das Tal gut ein Dutzend Gipfel als Munros eingeordnet, weitere Munros sind oberhalb von Seitentälern zu finden.
Glen Lyon ist nur dünn besiedelt, das Tal weist lediglich mehrere kleinere Ansiedlungen auf. Die nächsten größeren Orte am östlichen Talende sind Aberfeldy und Kenmore. Am Taleingang liegt der kleine Ort Fortingall, Parish für Glen Lyon und nach einer örtlichen Legende Geburtsort von Pontius Pilatus. Im Talverlauf folgen nach Westen die kleinen Orte Inverar, Innerwick, Bridge of Balgie, Cashlie und Pubil. Insgesamt weist das Tal etwas mehr als 100 ständige Einwohner auf. Das Talende wird seit den 1950er Jahren durch den Lubreoch Dam abgeschlossen, der Loch Lyon aufstaut. Auch im Seitental des Allt Conait liegt mit dem Loch an Daimh ein Stausee.

## Geschichte
Das Tal wurde wohl bereits zur Zeit der Pikten besiedelt, diverse alte Standing Stones und die Steinkreise von Fortingall deuten auf eine sehr frühe Besiedelung hin. Christianisiert wurde das Tal der Legende nach bereits um das Jahr 700 durch den Heiligen Adomnan von Iona, an den die Kirche bei Innerwick erinnert. 
In früheren Jahrhunderten war das Tal dichter besiedelt, wie in weiten Teilen der Highlands führten die Highland Clearances im Glen Lyon zu einem erheblichen Bevölkerungsrückgang. Noch Anfang des 19. Jahrhunderts lebten über 1000 Menschen im Tal. Traditionell gehörten weite Teile des Tals zum Clan Campbell. Im 17. Jahrhundert war der durch das Massaker von Glencoe berüchtigte 5. Laird, Robert Campbell of Glenlyon, Besitzer von Glen Lyon. Spuren in seiner Geschichte haben auch andere Clans hinterlassen, so der Clan MacGregor und der Clan Menzies, dessen Stammsitz Castle Menzies wenige Kilometer östlich von Fortingall liegt.
Der Reeder und Politiker Donald Currie erwarb 1885 Glenlyon Estate, den früheren Besitz der Campbells of Glenlyon und ließ Fortingall als größte Siedlung des Tals grundlegend neugestalten.
1935 diente das Tal als Drehort für den Film Die 39 Stufen von Alfred Hitchcock.

## Tourismus und Wirtschaft
Das Tal lebt heute neben der Landwirtschaft, vor allem Schaf- und Viehzucht, vom Tourismus. Daneben hat die Elektrizitätsgewinnung in den beiden Stauseen am Talende Bedeutung.
Bereits Sir Walter Scott beschrieb Glen Lyon Anfang des 19. Jahrhunderts als „the longest, loneliest and loveliest glen in Scotland“ („das längste, einsamste und lieblichste Tal in Schottland“). Glen Lyon ist ein Ziel vor allem für Naturliebhaber, Wanderer und Munro-Bagger. Aufgrund der dünnen Besiedlung besitzt das Tal kaum touristische Infrastruktur. Neben einigen Bed and Breakfasts gibt es in Fortingall ein Hotel und in Bridge of Balgie ein kleines Geschäft mit Post und Teestube. Bei Innerwick liegt eine Primary School.

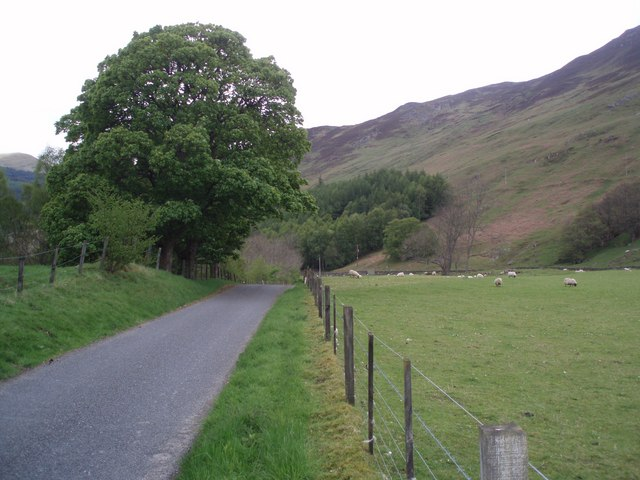
Die Straße durch Glen Lyon bei Inverar

Zu den Sehenswürdigkeiten zählen die Fortingall Yew, eine etwa 2000 bis 5000 Jahre alte Eibe in Fortingall, die als ältester Baum Europas gilt, und Carn na Marbh, ein Hügelgrab aus der Bronzezeit. Die Roman Bridge ist eine alte Brücke aus dem 16. Jahrhundert über den River Lyon, weitere Ziele sind die Ruine von Carnbane Castle und ein altes Steinkreuz bei Camusvrachan, das angeblich auf den heiligen Adomnan zurückgeht und als „St Adomnán’s Cross“ bezeichnet wird. Meggernie Castle, früherer Wohnsitz von Robert Campbell of Glenlyon, ist dagegen in Privatbesitz und nicht zugänglich. 
Vorrangig ist Glen Lyon aber ein Ziel für Naturliebhaber. Der River Lyon verläuft mehrfach durch enge, schluchtartige Talabschnitte und bildet diverse Pools in den Felsen. Er ist beliebtes Ziel für Angler. Die Berge auf beiden Seiten des Tals sind Ziele für Wanderer und Bergsteiger. Bei Bergsteigern besonders beliebt sind die vier als Glen Lyon Horseshoe bezeichneten Gipfel Càrn Gorm, Meall Garbh, Càrn Mairg und Meall nan Aighean. 
Das Tal ist fast in gesamter Länge durch eine als Single track road ausgeführte Stichstraße ab Fortingall erschlossen. In Bridge of Balgie zweigt eine schmale Verbindungsstraße nach Süden ab, die am Fuße des Ben Lawers wieder auf Loch Tay trifft. In Pubil am Talende zweigt eine weitere schmale Straße ab, über die das südlich liegende, westlich an Loch Tay anschließende Glen Lochay und Killin erreicht werden können. Ein Straßenübergang in die nur wenige Kilometer weiter westlich liegenden Orte Bridge of Orchy und Tyndrum besteht nicht.

## Persönlichkeiten
- James MacGregor, Vikar von Fortingall, erstellte zwischen 1512 und 1526 das Leabhar Deathan Lios Mòir
- Robert Campbell of Glenlyon (1630–1696), Offizier und am Massaker von Glencoe beteiligt
- Archibald Campbell (1769–1843), britischer Offizier
- Archibald Campbell (Politiker, 1779), amerikanischer Politiker
- Robert Campbell (Pelzhändler) (1808–1894), Mountain man und an der Erforschung der Rocky Mountains und des Yukon-Territoriums beteiligt